# Мельников, Дмитрий Фёдорович (геолог)
Дмитрий Федорович Мельников (1 сентября 1882 — 6 января 1937) — российский и украинский геолог, горный инженер, революционер, директор Украинского геологоразведочного управления (1929—1933, 1934—1937), Ректор КПИ и КГУ.

## Биография
Родился 1 сентября 1882 года в крестьянской семье в Слободе Красненькая Воронежской губернии. После окончания Урюпинского реального училища в 1902 году поступил в Ново-Александровский (по другим данным Петербургский) лесной институт. У 1905 году связался с социал-демократическими кружками, участвовал в событиях Первой русской революции и был исключен. Возобновил обучение в Петроградском горном институте, который закончил в 1915 году, после чего был направлен работать горным инженером на шахты Донбасса. Работал на шахте № 15 Берестово-Богодуховского рудника, стал заведующим участка, а затем шахты. Одновременно продолжал свою политическую деятельность и в 1916 году стал членом РСДРП(б).
После Февральской революции 1917 года был избран главой рабочего правления Николаевского рудника и Кальмиусско-Берестовского Совета рабочих депутатов. Был направлен в Лисичанск, где преподавал в местной Штейгерской школе. После Октябрьской Революции был избран в декабре членом исполкома Лисичанского Совета рабочих депутатов, в январе 1918 главой Лисичанского ревкома. 20 февраля стал председателем новосозданного районного совнархоза.
С 1921 по 1922 работал управляющим Юзовского горного управления и членом бюро укома партии. С 1922 по 1926 начальник Киевского горного округа. С 1926 по 1927 начальник горного округа ВСНХ УССР. С 1929 по 1933 возглавлял Украинское геологоразведочное управление. С ноября 1929 по 15 мая 1930 года одновременно был ректором КПИ. В 1933—1934 Ректор Киевского государственного университета. Мельников содействовал организации геолого-географического факультета в 1933 году, привлек к работе в университете известных ученых-геологов — академика Н. Г. Свитальского, профессоров В. И. Крокоса, Н. И. Безбородько, Л. А. Крижановского, В. Г. Бондарчука. В апреле 1934 года Дмитрий Федорович вернулся в Украинское геологоразведочное управление.
D 1927 году на Х съезде Компартии Украины был избран членом ЦК КП(б)У. С 1927 по 1930 член ЦКК РКК КП(б)У Киева.
Умер 6 января 1937 года. Похоронен в Киеве.
В 1926 году его имя было присвоено крупнейшей шахте Лисичанска.